# Psaume 118 (117)

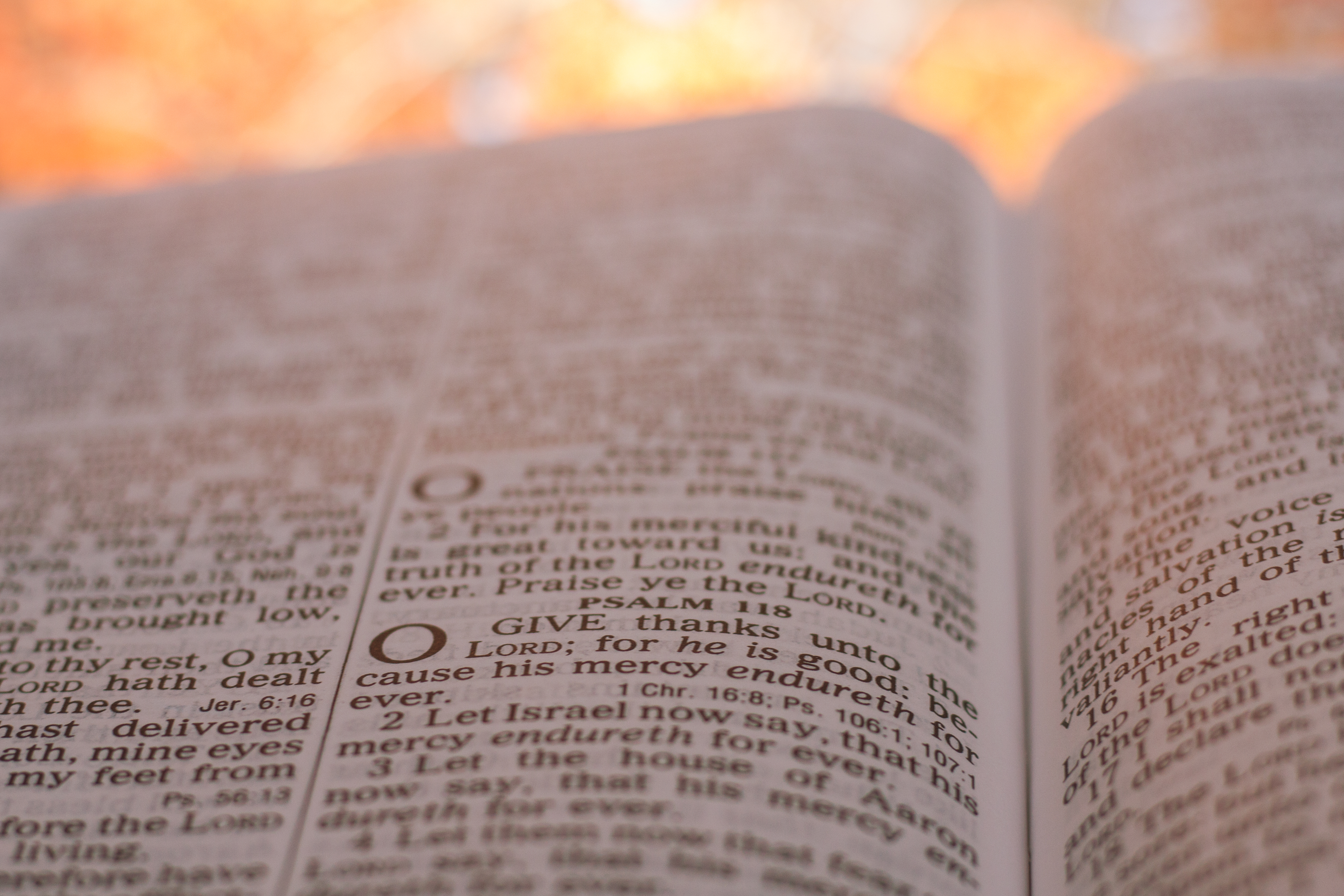
Psaume 118.

Le psaume 118 (117 selon la numérotation grecque) est un chant de louange à Dieu. L'auteur y exprime sa confiance en Dieu plutôt qu'en la force des hommes.  

## Texte
| 1  | הוֹדוּ לַיהוָה כִּי-טוֹב: כִּי לְעוֹלָם חַסְדּוֹ.                    | Louez l’Éternel, car il est bon, car sa miséricorde dure à toujours !                                                              | alleluia confitemini Domino quoniam bonus quoniam in saeculum misericordia eius                                                      |
| 2  | יֹאמַר-נָא יִשְׂרָאֵל: כִּי לְעוֹלָם חַסְדּוֹ.                        | Qu’Israël dise : Car sa miséricorde dure à toujours !                                                                              | dicat nunc Israhel quoniam bonus quoniam in saeculum misericordia eius                                                               |
| 3  | יֹאמְרוּ-נָא בֵית-אַהֲרֹן: כִּי לְעוֹלָם חַסְדּוֹ.                    | Que la maison d’Aaron dise : Car sa miséricorde dure à toujours !                                                                  | dicat nunc domus Aaron quoniam in saeculum misericordia eius                                                                         |
| 4  | יֹאמְרוּ-נָא יִרְאֵי יְהוָה: כִּי לְעוֹלָם חַסְדּוֹ.                   | Que ceux qui craignent l’Éternel disent : Car sa miséricorde dure à toujours !                                                     | dicant nunc qui timent Dominum quoniam in saeculum misericordia eius                                                                 |
| 5  | מִן-הַמֵּצַר, קָרָאתִי יָּהּ; עָנָנִי בַמֶּרְחָב יָהּ.                    | Du sein de la détresse j’ai invoqué l’Éternel : L’Éternel m’a exaucé, m’a mis au large.                                            | de tribulatione invocavi Dominum et exaudivit me in latitudinem Dominus                                                              |
| 6  | יְהוָה לִי, לֹא אִירָא; מַה-יַּעֲשֶׂה לִי אָדָם.                    | L’Éternel est pour moi, je ne crains rien : Que peuvent me faire des hommes ?                                                      | Dominus mihi adiutor non timebo quid faciat mihi homo                                                                                |
| 7  | יְהוָה לִי, בְּעֹזְרָי; וַאֲנִי, אֶרְאֶה בְשֹׂנְאָי.                    | L’Éternel est mon secours, et je me réjouis à la vue de mes ennemis.                                                               | Dominus mihi adiutor et ego despiciam inimicos meos                                                                                  |
| 8  | טוֹב, לַחֲסוֹת בַּיהוָה-- מִבְּטֹחַ, בָּאָדָם.                       | Mieux vaut chercher un refuge en l’Éternel que de se confier à l’homme ;                                                           | bonum est confidere in Domino quam confidere in homine                                                                               |
| 9  | טוֹב, לַחֲסוֹת בַּיהוָה-- מִבְּטֹחַ, בִּנְדִיבִים.                    | mieux vaut chercher un refuge en l’Éternel que de se confier aux grands.                                                           | bonum est sperare in Domino quam sperare in principibus                                                                              |
| 10 | כָּל-גּוֹיִם סְבָבוּנִי; בְּשֵׁם יְהוָה, כִּי אֲמִילַם.                  | Toutes les nations m’environnaient : Au nom de l’Éternel, je les taille en pièces.                                                 | omnes gentes circumierunt me et in nomine Domini quia; ultus sum in eos                                                              |
| 11 | סַבּוּנִי גַם-סְבָבוּנִי; בְּשֵׁם יְהוָה, כִּי אֲמִילַם.                 | Elles m’environnaient, m’enveloppaient : Au nom de l’Éternel, je les taille en pièces.                                             | circumdantes circumdederunt me in nomine autem Domini * quia; ultus sum in eos                                                       |
| 12 | סַבּוּנִי כִדְבוֹרִים-- דֹּעֲכוּ, כְּאֵשׁ קוֹצִים;בְּשֵׁם יְהוָה, כִּי אֲמִילַם.  | Elles m’environnaient comme des abeilles ; elles s’éteignent comme un feu d’épines ; au nom de l’Éternel, je les taille en pièces. | circumdederunt me sicut apes et exarserunt sicut ignis in spinis et in nomine Domini quia; ultus sum in eos                          |
| 13 | דַּחֹה דְחִיתַנִי לִנְפֹּל; וַיהוָה עֲזָרָנִי.                        | Tu me poussais pour me faire tomber ; mais l’Éternel m’a secouru.                                                                  | inpulsus eversus sum ut caderem et Dominus suscepit me                                                                               |
| 14 | עָזִּי וְזִמְרָת יָהּ; וַיְהִי-לִי, לִישׁוּעָה.                       | L’Éternel est ma force et le sujet de mes louanges ; c’est lui qui m’a sauvé.                                                      | fortitudo mea et laudatio mea Dominus et factus est mihi in salutem                                                                  |
| 15 | קוֹל, רִנָּה וִישׁוּעָה--בְּאָהֳלֵי צַדִּיקִים; יְמִין יְהוָה, עֹשָׂה חָיִל.   | Des cris de triomphe et de salut s’élèvent dans les tentes des justes : La droite de l’Éternel manifeste sa puissance !            | vox exultationis et salutis in tabernaculis iustorum                                                                                 |
| 16 | יְמִין יְהוָה, רוֹמֵמָה; יְמִין יְהוָה, עֹשָׂה חָיִל.                | La droite de l’Éternel est élevée ! La droite de l’Éternel manifeste sa puissance !                                                | dextera Domini fecit virtutem dextera Domini exaltavit me dextera Domini fecit virtutem                                              |
| 17 | לֹא-אָמוּת כִּי-אֶחְיֶה; וַאֲסַפֵּר, מַעֲשֵׂי יָהּ.                     | Je ne mourrai pas, je vivrai, et je raconterai les œuvres de l’Éternel.                                                            | non moriar sed vivam et narrabo opera Domini                                                                                         |
| 18 | יַסֹּר יִסְּרַנִּי יָּהּ; וְלַמָּוֶת, לֹא נְתָנָנִי.                       | L’Éternel m’a châtié, mais il ne m’a pas livré à la mort.                                                                          | castigans castigavit me Dominus et morti non tradidit me                                                                             |
| 19 | פִּתְחוּ-לִי שַׁעֲרֵי-צֶדֶק; אָבֹא-בָם, אוֹדֶה יָהּ.                   | Ouvrez-moi les portes de la justice : J’entrerai, je louerai l’Éternel.                                                            | aperite mihi portas iustitiae ingressus in eas confitebor Domino                                                                     |
| 20 | זֶה-הַשַּׁעַר לַיהוָה; צַדִּיקִים, יָבֹאוּ בוֹ.                      | Voici la porte de l’Éternel : C’est par elle qu’entrent les justes.                                                                | haec porta Domini iusti intrabunt in eam                                                                                             |
| 21 | אוֹדְךָ, כִּי עֲנִיתָנִי; וַתְּהִי-לִי, לִישׁוּעָה.                    | Je te loue, parce que tu m’as exaucé, parce que tu m’as sauvé.                                                                     | confitebor tibi quoniam exaudisti me et factus es mihi in salutem                                                                    |
| 22 | אֶבֶן, מָאֲסוּ הַבּוֹנִים-- הָיְתָה, לְרֹאשׁ פִּנָּה.                   | La pierre qu’ont rejetée ceux qui bâtissaient est devenue la principale de l’angle.                                                | lapidem quem reprobaverunt aedificantes hic factus est in caput anguli                                                               |
| 23 | מֵאֵת יְהוָה, הָיְתָה זֹּאת; הִיא נִפְלָאת בְּעֵינֵינוּ.               | C’est de l’Éternel que cela est venu : C’est un prodige à nos yeux.                                                                | a Domino factum est istud hoc est mirabile in oculis nostris                                                                         |
| 24 | זֶה-הַיּוֹם, עָשָׂה יְהוָה; נָגִילָה וְנִשְׂמְחָה בוֹ.                  | C’est ici la journée que l’Éternel a faite : Qu’elle soit pour nous un sujet d’allégresse et de joie !                             | haec est dies quam fecit Dominus exultemus et laetemur in ea                                                                         |
| 25 | אָנָּא יְהוָה, הוֹשִׁיעָה נָּא; אָנָּא יְהוָה, הַצְלִיחָה נָּא.            | Ô Éternel, accorde le salut ! Ô Éternel, donne la prospérité !                                                                     | o Domine salvum fac o Domine prosperare                                                                                              |
| 26 | בָּרוּךְ הַבָּא, בְּשֵׁם יְהוָה; בֵּרַכְנוּכֶם, מִבֵּית יְהוָה.              | Béni soit celui qui vient au nom de l’Éternel ! Nous vous bénissons de la maison de l’Éternel.                                     | benedictus qui venturus est in nomine Domini benediximus vobis de domo Domini                                                        |
| 27 | אֵל, יְהוָה--וַיָּאֶר-לָנוּ: אִסְרוּ-חַג בַּעֲבֹתִים--עַד קַרְנוֹת, הַמִּזְבֵּחַ. | L’Éternel est Dieu, et il nous éclaire. Attachez la victime avec des liens, amenez-la jusqu’aux cornes de l’autel !                | Deus Dominus et inluxit nobis constituite diem sollemnem in condensis usque ad cornua altaris                                        |
| 28 | אֵלִי אַתָּה וְאוֹדֶךָּ; אֱלֹהַי, אֲרוֹמְמֶךָּ.                         | Tu es mon Dieu, et je te louerai; mon Dieu ! je t’exalterai.                                                                       | Deus meus es tu et confitebor tibi Deus meus es tu; et exaltabo te confitebor tibi quoniam exaudisti me et factus es mihi in salutem |
| 29 | הוֹדוּ לַיהוָה כִּי-טוֹב: כִּי לְעוֹלָם חַסְדּוֹ.                    | Louez l’Éternel, car il est bon, car sa miséricorde dure à toujours !                                                              | confitemini Domino quoniam bonus quoniam in saeculum misericordia eius                                                               |

## Thème du psaume
Ce psaume est centré sur Dieu, dans un mouvement qui exprime la reconnaissance, l'admiration, la joie et la louange. Dans la traduction de Louis Segond, nous y lisons mention de l’Éternel à chaque verset ou presque. Ses bienfaits sont magnifiés, le narrateur témoigne qu'il en bénéficie et exhorte à entrer dans la même attitude de louange.

## Usages liturgiques

### Dans le judaïsme
Ce psaume 118 est le dernier dans la série du hallel, il est lu en entier les jours de récitation du hallel, les dix derniers versets sont même lus deux fois.
Le verset 1 est récité par certains à la suite du Psaume 126 (125) et avant Birkat Hamazon.
Le verset 5 est récité pendant la célébration de Roch Hachana, avant de sonner du Chophar.
Les versets 5 à 9 font partie de la coutume du Tashlikh.
Le verset 24 est une source d'inspiration probable du chant folklorique Hava Nagila.
Le verset 25 fait partie du long Tachanun lors des récitations du lundi et du jeudi.

### Dans le christianisme
Ce psaume a été cité par Jésus et les auteurs du Nouveau Testament, en Mt 21,42 Jésus s'adresse au grand prêtre et aux chefs des Anciens: "N’avez-vous jamais lu dans les Écritures : La pierre qu’ont rejetée ceux qui bâtissaient est devenue la principale de l’angle ; c’est du Seigneur que cela est venu, et c’est un prodige à nos yeux ?". Ce verset est également cité en Mc 12,10, Lc 20,17, Ac 4,11 et 1P 2,7.
Dans Mt 21,9 et Jn 12,13 Jésus est acclamé par la foule rassemblée pour son entrée triomphale dans Jérusalem avec cette citation du verset 26 : "Béni soit celui qui vient au nom de l’Éternel !".
Un extrait du verset 23 est inscrit sur plusieurs pièces de monnaie anglaises, avec le texte de la Vulgate : a Domino factum est istud et hoc mirabile in oculis nostris. Lors de son accession au trône, Élisabeth Ire d'Angleterre aurait prononcé ce même verset, aussi en Latin, avec la forme suivante: A Dominum factum est illud, et est mirabile in oculis nostris.

#### Chez les catholiques
Ce psaume fut choisi par saint Benoît vers 530, en tant que troisième psaume lors de l'office solennel aux laudes du dimanche (règle de saint Benoît, chapitre XI).
Le psaume 118 (117) est actuellement lu dans la liturgie des Heures chaque dimanche des première et troisième semaines, à l'office de Sexte, ainsi que les dimanches des deuxième et quatrième semaine à l'office des Laudes.

#### Dans les liturgies protestantes
Le psaume 118 est volontiers utilisé pour les liturgies de Pâques et de Pentecôte.

## Mise en musique
Le psaume 118 (117) a été mis en musique par divers compositeurs. 